# Quaesticula
Quaesticula là một chi rêu trong họ Pottiaceae.